# Ole Runar
Ole Runar Engdal Gillebo, känd som Ole Runar, född 14 mars 1996, är en norsk artist. I april 2006 vann han norska MGP Junior med låten "Fotball e supert" och i MGP Nordic samma år kom han trea med den låten.